# Probole persinuaria
Probole persinuaria là một loài bướm đêm trong họ Geometridae.